# Strop DMS

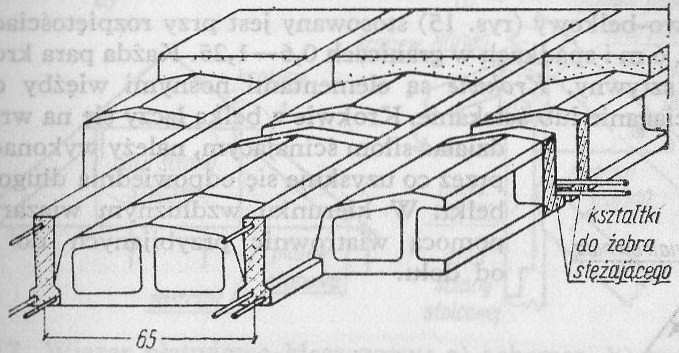
Przekrój

Strop DMS – prefabrykowany, gęstożebrowy strop belkowo-pustakowy.
Strop DMS był stosowany na dużą skalę zwłaszcza w latach 50. XX wieku, w dynamicznie rozwijającym się wtedy budownictwie mieszkaniowym i administracyjnym po II wojnie światowej (odbudowa, głód mieszkaniowy). W skład takiego stropu wchodzą: prefabrykowane belki z żelbetu, pustaki żwirobetonowe lub gruzobetonowe, beton pachwinowy (wypełnieniowy), płyta nadbetonu i pręty stalowe (dwa u dołu i jeden u góry). Najczęściej prefabrykowane belki w stropach DMS są rozstawione co 50 albo 65 cm. Ich długość wynosi: 4,40, 4,80, 5,20, 5,60 i 6,0 metrów.
Twórcami koncepcji stropu DMS byli inżynierowie R. Dowgird, W. Metelski i W. Surma (nazwa od pierwszych liter tych nazwisk).